# Santa Hates You
Santa Hates You ist eine deutsch-italienische Band, die im Herbst 2007 in Hamburg gegründet wurde. Sie besteht aus der italienischen Sängerin Jinxy und dem Frontmann von Project Pitchfork, Peter Spilles.

## Name und Philosophie
Der Name der Band entstand während einer der Brainstorming-Sessions zu Beginn ihres musikalischen Wirkens. Er wurde sowohl wegen seiner Einprägsamkeit als auch der impliziten Kritik an der „ethiklosen Welt, in der wir leben“, gewählt. Der den Bandmitgliedern zufolge sentimental verklärten Figur des Nikolaus soll so ein negativer Charakter verliehen werden, etwas, was nach Aussagen der Mitglieder zur künstlerischen Perspektive der Band passte. Statt an die während der Kindheit propagierte „heile Welt“, in der das Gute immer triumphiert, lehnt sich der Bandname an die in den Augen von Spilles und Jinxy existierende Realität an, in der es im Erwachsenenalter in Begleitung eines Wertemangels immer mehr um Geld und Macht gehe.
Die menschliche Chemie zwischen Spilles und Jinxy, die zum ersten Mal auf dem Friedhof in Hamburg-Ohlsdorf aufeinandertrafen, trug ebenfalls zur Gründung der Band bei. Obwohl Peter Spilles vor allem durch sein Wirken bei Project Pitchfork bekannt ist, hat die Band in Interviews betont, dass die beiden Projekte voneinander unabhängig sind und teilweise unterschiedliche Segmente von Fans ansprechen – was dazu führt, dass unter den Fans von Santa Hates You sowohl Fans als auch Kritiker von Project Pitchfork sind. Nach Aussage von Peter Spilles kam es unter anderem auch deswegen zu seinem Engagement bei Santa Hates You, weil er die Motivation besaß, „die Elektro-Szene aufzumischen“ und seinen vielfältigen Ideen einen neuen Gestaltungsspielraum zu bieten. Spilles ist der Ansicht, dass Santa Hates You repräsentativ für seine spielerische Seite steht, was sich sowohl in den Texten als auch im Image der Band widerspiegelt.

## Genre und Musik
Die Band komponiert zu Beginn neuer Stücke die Melodie, gefolgt von den Texten. Nach Spilles kommen für das Texten nur solche Lieder in Betracht, welche für die Bandmitglieder auch rein instrumental als Song funktionieren. Die Band macht electrolastige und rhythmisch orientierten Musik.
Als primäres Ziel geben die Musiker Tanzbarkeit an, weswegen sie auf ihre Wirkung auch in Clubs getestet wurde. Stellenweise erfahren die Musikvideos von Santa Hates You gesonderte Aufmerksamkeit, insbesondere aufgrund des Humors, der von Spilles „mit einer Mischung aus Rammsteins Till Lindemann, Martyn Jacques von den Tiger Lillies und dem von Heath Ledger interpretierten Joker“ verglichen wird. Nach Aussage der Band bezieht sie ihre Inspiration aus der Literatur und Kunst des 20. Jahrhunderts, ebenso wie künstlerischen Bewegungen wie dem Symbolismus und Surrealismus.
Seit ihrer Gründung ist die Band, neben ihren eigenen Konzerten, bei mehreren Festivals aufgetreten – darunter dem Blackfield Festival, dem Amphi Festival, Elektroshokk und E-tropolis. Seit 2009 wird die Band vom Plattenlabel Trisol Music Group betreut.

## Diskografie
- 2007: You’re on the Naughty List (Candyland Entertainment)
- 2010: Crucifix Powerbomb (Trisol)
- 2010: PostApocalypticNudeIndustrialCorps (Trisol)
- 2011: Jolly Roger (Trisol)
- 2012: It’s Alive! (Trisol)